# Campionati mondiali di taekwondo 2019
I Campionati mondiali di taekwondo 2019 sono stati la 24ª edizione della competizione organizzata dalla World Taekwondo Federation. Si sono svolti alla Manchester Arena di Manchester, nel Regno Unito, dal 15 al 19 maggio 2019.

## Podi

### Maschili
| Specialità | Oro             | Argento                 | Bronzo                               |
| -54 kg     | Bae Jun-seo     | Georgij Popov           | Paulo Melo Armin Hadipour            |
| −58 kg     | Jang Jun        | Brandon Plaza           | Rui Pedro Bragança Lucas Guzmán      |
| −63 kg     | Zhao Shuai      | Soroush Ahmadi          | Iordanis Konstantinidis Jaouad Achab |
| −68 kg     | Bradly Sinden   | Javier Pérez            | Lee Dae-hoon Aleksej Denisenko       |
| −74 kg     | Simone Alessio  | Ahmad Abughaush         | Daniel Quesada Kairat Sarymsakov     |
| −80 kg     | Milad Beigi     | Apostolos Telikostoglou | Moisés Hernández Park Woo-hyeok      |
| -87 kg     | Vladislav Larin | Ícaro Miguel Soares     | Song Zhaoxiang Ivan Šapina           |
| +87 kg     | Rafael Alba     | Carlos Sansores         | Maicon de Andrade Hamza Kattan       |

### Femminili
| Specialità | Oro                    | Argento           | Bronzo                           |
| -46 kg     | Sim Jae-young          | Mahla Momenzadeh  | Tan Xueqin Julanan Khantikulanon |
| −49 kg     | Panipak Wongpattanakit | Wu Jingyu         | Rukiye Yıldırım Kristina Tomić   |
| −53 kg     | Phannapa Harnsujin     | Tat'jana Kudašova | Aaliyah Powell Inese Tarvida     |
| −57 kg     | Jade Jones             | Lee Ah-reum       | Skylar Park Zhou Lijun           |
| −62 kg     | İrem Yaman             | Caroline Santos   | Magda Wiet-Hénin Bruna Vuletić   |
| −67 kg     | Zhang Mengyu           | Nur Tatar         | Milena Titoneli Farida Azizova   |
| -73 kg     | Lee Da-bin             | María Espinoza    | Marie-Paule Blé Nafia Kuş        |
| +73 kg     | Bianca Walkden         | Zheng Shuyin      | Briseida Acosta Doris Pole       |

## Medagliere
| Pos. | Paese           | Oro | Argento | Bronzo | Totale |
| ---- | --------------- | --- | ------- | ------ | ------ |
| 1    | Corea del Sud   | 4   | 1       | 2      | 7      |
| 2    | Regno Unito     | 3   | 0       | 1      | 4      |
| 3    | Cina            | 2   | 2       | 3      | 7      |
| 4    | Thailandia      | 2   | 0       | 1      | 3      |
| 5    | Russia          | 1   | 2       | 1      | 4      |
| 6    | Turchia         | 1   | 1       | 2      | 4      |
| 7    | Azerbaigian     | 1   | 0       | 1      | 2      |
| 8    | Cuba            | 1   | 0       | 0      | 1      |
| 8    | Italia          | 1   | 0       | 0      | 1      |
| 10   | Messico         | 0   | 3       | 1      | 4      |
| 11   | Brasile         | 0   | 2       | 3      | 5      |
| 12   | Iran            | 0   | 2       | 1      | 3      |
| 13   | Giordania       | 0   | 1       | 1      | 2      |
| 13   | Spagna          | 0   | 1       | 1      | 2      |
| 15   | Grecia          | 0   | 1       | 0      | 1      |
| 16   | Croazia         | 0   | 0       | 4      | 4      |
| 17   | Francia         | 0   | 0       | 2      | 2      |
| 18   | Argentina       | 0   | 0       | 1      | 1      |
| 18   | Belgio          | 0   | 0       | 1      | 1      |
| 18   | Canada          | 0   | 0       | 1      | 1      |
| 18   | Germania        | 0   | 0       | 1      | 1      |
| 18   | Kazakistan      | 0   | 0       | 1      | 1      |
| 18   | Lettonia        | 0   | 0       | 1      | 1      |
| 18   | Portogallo      | 0   | 0       | 1      | 1      |
| 18   | Rep. Dominicana | 0   | 0       | 1      | 1      |
|      | Totale          | 16  | 16      | 32     | 64     |